# Hookeria uliginosa
Hookeria uliginosa är en bladmossart som beskrevs av C. Müller 1882. Hookeria uliginosa ingår i släktet Hookeria och familjen Hookeriaceae. Inga underarter finns listade i Catalogue of Life.